# 6596 Bittner
6596 Bittner eller 1987 VC1 är en asteroid i huvudbältet som upptäcktes den 15 november 1987 av den tjeckiske astronomen Antonín Mrkos vid Kleť-observatoriet i Tjeckien. Den är uppkallad efter den österrikiske astronomen Adam Bittner.
Asteroiden har en diameter på ungefär 7 kilometer.